# Densospora nuda
Densospora nuda är en svampart som beskrevs av McGee 1996. Densospora nuda ingår i släktet Densospora, divisionen oksvampar och riket svampar.   Inga underarter finns listade i Catalogue of Life.